# Bismarck (jeu vidéo)
Pour les articles homonymes, voir Bismarck.
Bismarck  est un jeu vidéo de type wargame développé par Personal Software Services et publié par Mirrorsoft au Royaume-Uni en 1987 puis par Datasoft aux États-Unis en 1988 sur Commodore 64, ZX Spectrum, Amiga, Apple II, Atari ST et Atari 8-bit. Le jeu retrace la dernière bataille du cuirassé Bismarck dans l’océan Atlantique pendant la Seconde Guerre mondiale. Le joueur peut y commander le Bismarck dans sa fuite ou la marine anglaise qui le poursuit. À sa sortie, il reçoit un accueil plutôt positif dans la presse spécialisée qui salue ses graphismes et sa réalisation.

## Trame
Bismarck retrace la poursuite du cuirassé Bismarck de la Kriegsmarine par la Royal Navy dans l’océan Atlantique pendant la Seconde Guerre mondiale. La poursuite fait suite à la bataille du détroit de Danemark lors de laquelle le Bismarck et le croiseur Prinz Eugen parviennent à couler le cuirassé HMS Hood, causant la mort de 1412 personnes. À l'issue de cette bataille, les navires et les avions de la Royal Navy se lancent à la poursuite du Bismarck et du Prinz Eugen.

## Système de jeu
Bismarck est un wargame qui simule la poursuite du cuirassé Bismarck dans l’océan Atlantique pendant la Seconde Guerre mondiale. Le joueur peut y commander les forces de la Kriegsmarine ou celles de la Royal Navy. Dans le premier cas, son objectif est d’échapper à la flotte anglaise en rejoignant l’Island ou un port contrôlé par l’Allemagne en France. Il ne contrôle alors que le Bismarck et doit faire face aux attaques des navires et de l’aviation de la Royal Navy si ces derniers parviennent à le retrouver. Si le joueur choisit de contrôler la flotte anglaise, son objectif est de retrouver le Bismarck puis de le couler,. Dans les deux cas, le joueur à accès à un centre de commandement qui lui transmet des informations suivant le camp choisit. S’il contrôle le Bismarck, il est ainsi alerté lorsqu’un U-boat anglais est repéré. S’il contrôle la flotte de la Royal Navy, il reçoit des informations par radio sur la position approximative du navire ennemi.
Lorsque le Bismarck est intercepté par les navires anglais, le jeu bascule dans une séquence d’arcade qui donne au joueur l’opportunité de le défendre ou au contraire de le détruire. La séquence se déroule en temps réel, le joueur pouvant régler la vitesse de l’action à tout moment. L’écran est alors divisé en trois parties : En haut est affiché une vue de l’océan depuis le navire sur laquelle apparaissent les navires ennemis. Au centre apparaissent des icônes et des boutons qui peuvent être utilisés pour contrôler le navire et utiliser ses armes. Enfin, en bas est affiché une représentation schématique du navire qui change de couleur en fonction des dégâts subis par celui-ci. Lorsqu’un navire est à portée de tir, le joueur peut choisir de lui tirer dessus ou d’essayer de lui échapper. Le Bismarck peut subir jusqu’à 99 points de dégâts avant d’être détruit. Au cours d’un combat, il peut subir des incendies qui doivent être maitrisé avant qu’ils ne fassent trop de dégâts ou qu’ils se propagent jusqu’au réservoir. Pour cela, le joueur peut ordonner à son équipage de lutter contre la propagation de l’incendie, ce qui l’oblige par contre à se désengager du combat.

## Accueil
| Bismarck       |      |       |
| Média          | Pays | Notes |
| CVG            | GB   | 8/10  |
| Crash          | GB   | 7/10  |
| Your Sinclair  | GB   | 7/10  |
| Sinclair User  | GB   | 4/5   |
| Computer Gamer | GB   | 84%   |